# Becky Anderson
Rebecca Anderson detta Becky (Inghilterra, 15 novembre 1967) è una giornalista e conduttrice televisiva inglese.
È conduttrice del programma di notizie di punta della CNN International e di attualità Connect the World, trasmesso in prima serata. In precedenza ha ospitato Business International.

## Biografia
Anderson nasce in Inghilterra. Ha conseguito una laurea in Economia e francese presso l'Università del Sussex  e un master in Comunicazione di massa presso l'Università statale dell'Arizona.
Ha lavorato per Bloomberg, CNBC ed è entrata a far parte della CNN nel 1999.

## Controversie
Anderson è stata criticata dall'opinione pubblica dopo un incidente a seguito dell'attentato di Londra del 3 giugno 2017, in cui è stata accusata di aver organizzato un evento simpatizzante ai musulmani a scapito delle vittime dell'attacco. Tuttavia la CNN ha smentito l'accusa. "Questa storia non ha senso", ha detto la CNN in una nota. "Il gruppo di manifestanti che si trovava al cordone di polizia è stato autorizzato dagli agenti in modo che potessero mostrare i loro segni ai media riuniti. La troupe della CNN, insieme ad altri media presenti, li ha semplicemente filmati mentre lo facevano."